# Michaël D'Almeida
Pour les articles homonymes, voir Almeida (homonymie).
Michaël D'Almeida, né le 3 septembre 1987 à Évry, est un coureur cycliste français spécialiste des épreuves de vitesse sur piste. Durant sa carrière, il est licencié à l'Union sportive de Créteil. Il est notamment champion du monde de vitesse par équipes en 2015 et multiple médaillé aux Jeux olympiques, aux championnats du monde et championnats d'Europe. 

## Biographie
En 2003, Michaël D'Almeida connaît son premier grand résultat en devenant vice-champion de France de vitesse individuelle chez les cadets (moins de 17 ans). Aux championnats de France juniors 2005 (moins de 19 ans), il est troisième du kilomètre, de la vitesse individuelle, de la vitesse par équipes. Durant l'été, il devient champion d'Europe de vitesse par équipes juniors avec Kévin Sireau et Alexandre Volant, ainsi que vice-champion du monde de vitesse par équipes juniors. L'année suivante, il est champion de France de vitesse par équipes (avec Grégory Baugé et Rémi Rano) et champion de France du kilomètre espoirs.
En 2007, il devient avec  Grégory Baugé et Didier Henriette championnat d'Europe de vitesse par équipes espoirs (moins de 23 ans). Il remporte également l'argent sur le kilomètre. En décembre, lors de la manche de Coupe du monde de Sydney, il gagne le kilomètre.
En 2008, Michaël D'Almeida est sacré champion de France du kilomètre et champion d'Europe du kilomètre espoirs. La même année, il devient vice-champion du monde dans la même discipline à Manchester, sa première médaille chez les élites. Il est également médaillé d'argent en 2010 et 2012. De plus, il monte à plusieurs reprises sur les podiums de manches de Coupe du monde. Aux mondiaux 2011 à Apeldoorn, il devient champion de vitesse par équipes, avec Baugé et Kévin Sireau. Cependant, en janvier 2012, l'équipe de France est déclassée, à la suite d'une sanction envers Baugé pour non-respect des règles sur la lutte contre le dopage.
Aux Jeux olympiques de 2012 à Londres, il remporte la médaille d'argent de la vitesse par équipes avec Kévin Sireau et Grégory Baugé. En 2015, à Saint-Quentin-en-Yvelines, à domicile, il est sacré Champion du monde de vitesse par équipes avec ses deux compatriotes.
En 2016, il est sélectionné pour participer aux Jeux olympiques de Rio de Janeiro. Avec François Pervis et Baugé, il obtient la médaille de bronze de la vitesse par équipes. Il se classe également huitième du keirin.
Au mois d'août 2018, il participe aux championnats de France de cyclisme sur piste disputés à Hyères. Il devient à cette occasion champion de France du kilomètre devant Quentin Lafargue, Sébastien Vigier et François Pervis et termine cinquième de l'épreuve de vitesse individuelle. Engagé aux championnats de France de cyclisme sur piste 2019, il devient vice-champion de France du kilomètre derrière Quentin Lafargue mais devant François Pervis. Entre 2018 et 2020, il ajoute quatre nouvelles médailles mondiales (3 en bronze et une en argent), portant son total à 12 (1 en or, 6 en argent et 5 en bronze).
En 2023, il est nommé entraineur du pôle sprint, sous les ordres de l'entraineur en chef, son ancien coéquipier Grégory Baugé.

## Palmarès

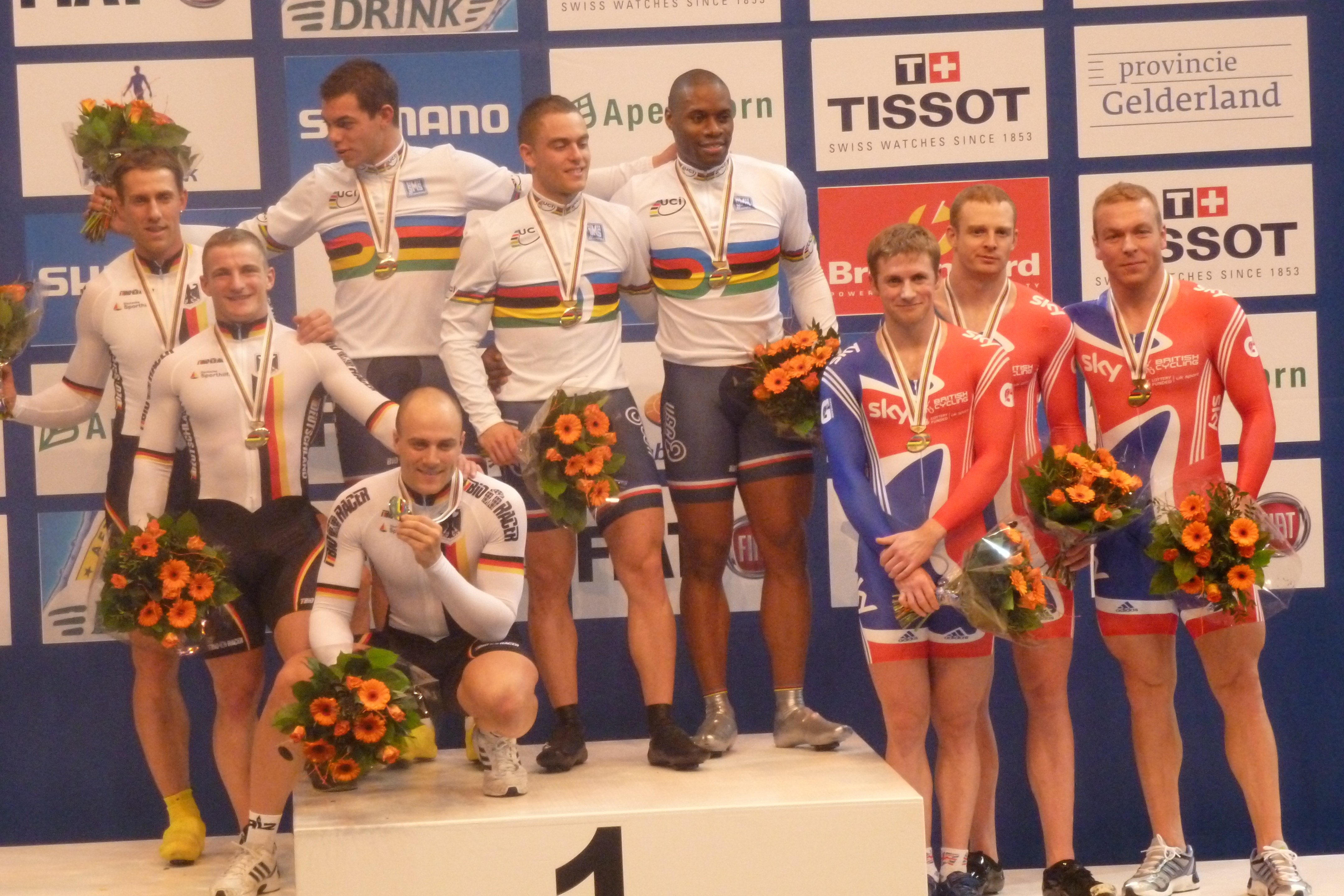
Podium de la vitesse par équipes lors des championnats du monde 2011 (de gauche à droite : Stefan Nimke, René Enders, Kévin Sireau, Maximilian Levy (accroupi), Michaël D'Almeida, Grégory Baugé, Jason Kenny, Matthew Crampton, Chris Hoy).

### Jeux olympiques
- Londres 2012
  -  Médaillé d'argent de la vitesse par équipes (avec Kévin Sireau et Grégory Baugé)
- Rio 2016
  -  Médaillé de bronze de la vitesse par équipes (avec Grégory Baugé et François Pervis)
  - 8e du keirin

### Championnats du monde
- Vienne 2005 (juniors)
  -  Médaillé d'argent de la vitesse par équipes juniors
- Manchester 2008
  -  Médaillé d'argent du kilomètre
- Ballerup 2010
  -  Médaillé d'argent du kilomètre
  -  Médaillé d'argent de la vitesse par équipes
- Apeldoorn 2011
  -  Champion du monde de vitesse par équipes (avec Kévin Sireau et Grégory Baugé)
  - 4e du kilomètre
  - 5e de la vitesse individuelle
- Melbourne 2012
  -  Médaillé d'argent du kilomètre
  -  Médaillé d'argent de la vitesse par équipes
- Minsk 2013
  -  Médaillé de bronze de la vitesse par équipes (avec François Pervis et Julien Palma)
- Cali 2014
  -  Médaillé de bronze de la vitesse par équipes
  - 7e du kilomètre
  - 14e de la vitesse individuelle[6]
- Saint-Quentin-en-Yvelines 2015
  -  Champion du monde de vitesse par équipes (avec Kévin Sireau et Grégory Baugé)
  - 6e du kilomètre
  - 11e de la vitesse individuelle (éliminé en huitième de finale)[7]
  - 11e du keirin
- Londres 2016
  - 4e de la vitesse par équipes
  - 20e du keirin[8]
- Apeldoorn 2018
  -  Médaillé de bronze de la vitesse par équipes
  - 6e du kilomètre[9]
- Pruszków 2019
  -  Médaillé d'argent de la vitesse par équipes
  -  Médaillé de bronze du kilomètre
- Berlin 2020
  -  Médaillé de bronze du kilomètre

### Coupe du monde
- 2006-2007
  - 1er du kilomètre à Sydney
- 2008-2009
  - 1er du kilomètre à Melbourne
  - 2e de la vitesse à Melbourne
  - 2e du kilomètre à Copenhague
  - 2e de la vitesse par équipes à Pékin
  - 3e de la vitesse par équipes à Copenhague
- 2009-2010
  - 1er du kilomètre à Cali
  - 1er du keirin à Cali
  - 2e de la vitesse à Pékin
  - 3e de la vitesse par équipes à Pékin
- 2010-2011
  - 1er de la vitesse par équipes à Cali (avec Kévin Sireau et Grégory Baugé)
  - 1er de la vitesse par équipes à Pékin (avec Kévin Sireau et François Pervis)
  - 1er de la vitesse par équipes à Manchester (avec Kévin Sireau et Grégory Baugé)
- 2011-2012
  - 3e de la vitesse par équipes à Astana
  - 2e de la vitesse par équipes à Londres
  - 2e du kilomètre à Londres
- 2012-2013
  - 2e de la vitesse par équipes à Aguascalientes
- 2017-2018
  - 3e de la vitesse par équipes à Minsk
- 2018-2019
  - 2e de la vitesse par équipes à Saint-Quentin-en-Yvelines
  - 3e de la vitesse par équipes à Cambridge
- 2019-2020
  - 3e de la vitesse par équipes à Glasgow
  - 3e de la vitesse par équipes à Hong Kong

### Championnats d'Europe
| Édition / Épreuve          | Kilomètre | Keirin | Vitesse individuelle | Vitesse par équipes                         |
| Fiorenzuola 2005 (juniors) |           |        |                      | Or (avec Alexandre Volant et Kévin Sireau)  |
| Cottbus 2007 (espoirs)     | Argent    |        |                      | Or (avec Grégory Baugé et Didier Henriette) |
| Pruszków 2008 (espoirs)    | Or        | Argent | Argent               |                                             |
| Minsk 2009 (espoirs)       | Or        |        | 8e                   | Or (avec Thierry Jollet et Kévin Sireau)    |
| Pruszków 2010              |           | 4e     | 7e                   | Argent                                      |
| Apeldoorn 2013             |           |        |                      | Argent                                      |
| Baie-Mahault 2014          | 4e        |        |                      | Argent                                      |
| Granges 2015               |           | 5e     |                      |                                             |
| Glasgow 2018               | 6e        |        |                      | Argent                                      |
| Apeldoorn 2019             | Bronze    |        |                      |                                             |

### Championnats de France
- 2005

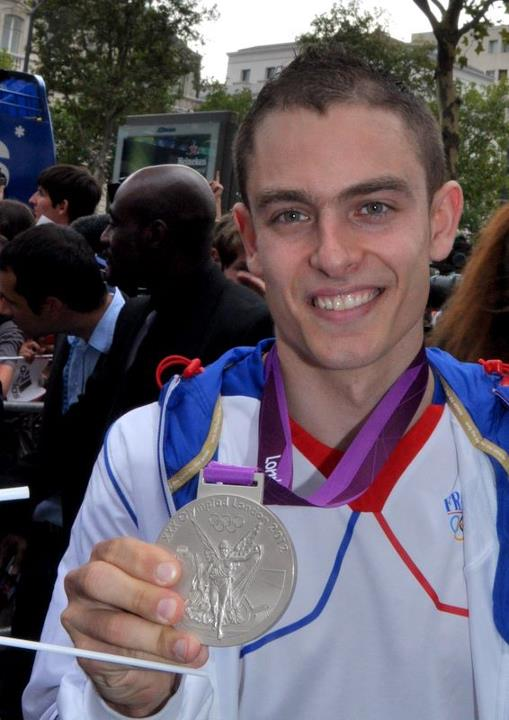
Michaël D'Almeida lors du défilé des médaillés français des JO 2012.

  - 3e de la vitesse individuelle juniors
  - 3e du kilomètre juniors
  - 3e de la vitesse par équipes
- 2006
  -  Champion de France de vitesse par équipes (avec Grégory Baugé et Rémi Rano)
  -  Champion de France du kilomètre espoirs
- 2008
  -  Champion de France du kilomètre
  -  Champion de France du kilomètre espoirs
- 2011
  - 2e du kilomètre
- 2012
  -  Champion de France du kilomètre
  - 2e du keirin
- 2013
  - 2e du kilomètre
  - 3e du keirin
- 2014
  - 2e du kilomètre
- 2015
  -  Champion de France du kilomètre
  - 3e de la vitesse
  - 3e du keirin
- 2018
  -  Champion de France du kilomètre
- 2019
  - 2e du kilomètre
- 2021
  - 2e du kilomètre
  - 2e du keirin
  - 3e de la vitesse individuelle

## Distinctions
- Chevalier de l'ordre national du Mérite (décret du 31 décembre 2012)[10]